# Ibn as-Sallar
Saif ad-Din Abu’l-Hassan Ali ibn as-Sallar (arabisch سيف الدين أبو الحسن علي ابن الصلال, DMG Saif ad-Dīn Abūʾl-Ḥasan ʿAlī ibn aṣ-Sallār; † 2. April 1153 in Kairo), zumeist nur Ibn as-Sallar genannt, war ein Wesir des Kalifats der Fatimiden in Ägypten.

## Biographie
Ibn as-Sallar war Sunnit und kurdischer Abstammung; sein Vater Saif ad-Daulat Sallar stand ursprünglich im Dienst des türkischen Statthalters von Jerusalem Sökmen. Als die Stadt im August 1098 von den Truppen der Fatimiden im Handstreich eingenommen wurde, wechselte der Vater bereitwillig in deren Gefolgschaft über. Der Sohn wurde in Kairo vom Wesir al-Afdal Schahanschah zuerst unter die Hofpagen, dann in die Gardetruppe eingereiht.
Nachdem sich Ibn as-Sallar aufgrund seiner Tapferkeit, Klugheit und Führungsqualitäten den allgemeinen Respekt und das Vertrauen des Kalifen al-Hafiz erworben hatte, wurde er von diesem wohl um 1140 zum Statthalter von Alexandria ernannt. Hier gründete er eine Madrasa des schafiitischen Rechts, die zu diesem Zeitpunkt einzige im schiitisch-ismailitischen Ägypten der Fatimiden, und übertrug dem angesehenen Gelehrten Abu Tahir al-Silafi deren Leitung. Auch heiratete er hier die aus Ifrīqiya/„Afrika“ (heute Tunesien) stammende Ziridin Bullara.

Die politische Landkarte des Vorderen Orients in der Mitte des 12. Jahrhunderts.

Als der Kalif am 10. Oktober 1149 verstarb, konnte der Minister Ibn Masal die Leitung des Hofstaates an sich ziehen und seine Investitur zum neuen Wesir betreiben, nachdem er den jugendlichen az-Zafir zum neuen Kalif hat inthronisieren lassen. Ibn as-Sallar verweigerte dem neuen Machthaber die Anerkennung und sammelte in Alexandria andere Unzufriedene um sich. Am 16. Januar 1150 konnte er in Kairo einziehen, welches zeitgleich von Ibn Masal fluchtartig verlassen werden musste. Während der junge Kalif gezwungen war einen neuen Wesir zu ernennen, wurde sein alter Wesir in einer Schlacht bei einem Ort südlich von Kairo von Abbas besiegt, der den Kopf des Besiegten zu seinem Stiefvater Ibn as-Sallar senden ließ. Das Verhältnis zwischen dem Kalif und neuem Wesir war von gegenseitigem Misstrauen bestimmt, in dem jeder ein Attentat vom nächsten fürchtete. Noch im Januar 1150 ließ Ibn as-Sallar mehrere Pagen des Kalifen exekutieren, weil diese eine Verschwörung gegen ihn geplant hätten. Darauf machte er den Kalif zu einem Gefangenen des Palastes und sich selbst zum faktischen Alleinherrscher (sulṭān) über Ägypten, was er durch die Aneignung des arabischen Königstitels al-Malik al-ʿĀdil („der gerechte Fürst“) unterstrich.
Unter dem strengen Regime des Ibn as-Sallar konnte Ägypten erstmals seit Jahren wieder den Krieg (ǧihād) gegen die Franken des Königreichs Jerusalem aufnehmen. 1152 unternahm die ägyptische Flotte einen Raubzug gegen die Häfen der Christen entlang der Levanteküste und konnte danach reich mit Beute beladen zurückkehren. Außenpolitisch suchte er ein Zusammengehen mit dem syrischen Herrscher Nur ad-Din Mahmud um die Franken in einen Zweifrontenkrieg zu zwingen. Der diplomatische Kontakt wurde dabei über den syrischen Ritter Usama ibn Munqidh vermittelt, der sich seit 1144 am Hof zu Kairo aufhielt. Auf die drohende Umkreisung reagierten die Franken im Frühjahr 1153 mit der Aufnahme der Belagerung von Askalon, der wichtigsten Hafen- und Grenzfestung der Fatimiden zu ihrem Herrschaftsgebiet. Ibn as-Sallar plante die Stadt in einer kombinierten Land-Seeoperation zu entsetzen, wofür er seinen Stiefsohn Abbas mit dem Oberbefehl über das Heer betraute. Doch noch während die Rüstungen der Seestreitkräfte liefen, wurde Ibn as-Sallar am Abend des 2. April 1153 im Schlaf von Nasr ermordet, dem Sohn seines Stiefsohnes Abbas. Zu einem Entsatz für Askalon ist es danach nicht mehr gekommen; die Stadt musste sich im August 1153 den Franken ergeben.
Den Aufzeichnungen des Usama ibn Munqidh folgend soll der Anstifter zum Mord an Ibn as-Sallar der Kalif az-Zafir gewesen sein, der sich auf diesem Weg von dem übermächtigen Wesir befreien wollte. Doch einigen anderslautenden Darstellungen nach war es Abbas, der den Mord am Stiefvater geplant habe mit Usama als behilflichen Mitwisser.